# Cyclosternum macropus
Cyclosternum macropus är en spindelart som först beskrevs av Anton Ausserer 1875.  Cyclosternum macropus ingår i släktet Cyclosternum och familjen fågelspindlar. Inga underarter finns listade i Catalogue of Life.